# ATA Airlines (Iran)
ATA Airlines (persisch هواپیمایی آتا) ist eine iranische Fluggesellschaft mit Sitz in Täbris und Basis auf dem Flughafen Täbris.

## Flugziele
ATA Airlines bedient von Täbris aus zahlreiche Ziele im Iran. Darüber hinaus werden internationale Städte wie Istanbul, Tbilissi, Baku, Kuwait, Bahrain und Bagdad angeflogen.

## Flotte
Mit Stand Februar 2024 besteht die Flotte der ATA Airlines aus 16 Flugzeugen mit einem Durchschnittsalter von 27,3 Jahren:
| Flugzeugtyp             | aktiv | bestellt | Anmerkungen                                                                                 | Sitzplätze  | Durchschnittsalter |
| ----------------------- | ----- | -------- | ------------------------------------------------------------------------------------------- | ----------- | ------------------ |
| Airbus A320-200         | 03    |          | EP-TAC seit Juni 2018 mit Sonderlackierung „Iranian National Football Team“; einer inaktiv  | 150 174     | 31,4 Jahre         |
| Boeing 737-300          | 01    |          |                                                                                             | 136         | 30,9 Jahre         |
| Boeing 737-500          | 01    |          |                                                                                             | 130         | 30,6 Jahre         |
| Embraer ERJ-145         | 03    |          |                                                                                             |             | 23,3 Jahre         |
| McDonnell Douglas MD-82 | 01    |          |                                                                                             |             | 32,3 Jahre         |
| McDonnell Douglas MD-83 | 07    |          | EP-TAN seit November 2017 mit Sonderlackierung „Tabriz 2018 the Capital of Islamic Tourism“ | 165 167 170 | 28,2 Jahre         |
| Gesamt                  | 16    | –        |                                                                                             |             | 28,4 Jahre         |

### Ehemalige Flugzeugtypen
In der Vergangenheit setzte ATA Airlines bereits folgenden Flugzeugtypen ein:
- Embraer-ERJ-145-LR

## Trivia
Das Logo der Iranischen ATA Airlines sieht dem, der Amerikanischen ATA Airlines sehr ähnlich.